# 椹形银耳
椹形银耳（学名：Tremella moriformis），又称为紫耳，是属于银耳目银耳科银耳属的一种真菌，成群散生于阔叶林中的阔叶树朽枝上。该种分布于中国、巴西、欧洲、美国、斯里兰卡等地。